# Richard Reiff

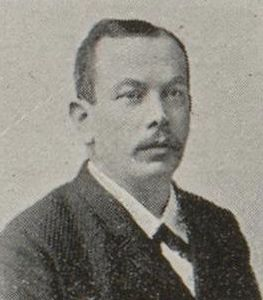
Richard Reiff

Richard August Reiff (* 26. Mai 1855 in Tübingen; † 9. Juli 1908 in Stuttgart) war ein deutscher Physiker und Mathematikhistoriker.

## Leben
Richard Reiff, geboren in Tübingen als Sohn des Philosophen Jakob Friedrich Reiff, studierte in Tübingen und Berlin, war Repetent und dann a.o. Professor für Mathematik in Tübingen, anschließend Gymnasiallehrer (Rektor) u. a. in Böblingen und Heilbronn, später in der Ministerialabteilung für das höhere Schulwesen in Württemberg. Mit Arnold Sommerfeld verfasste er 1902 den (wissenschaftshistorischen) Artikel Elektrizität und Optik-Standpunkt der Fernwirkung in der Enzyklopädie der mathematischen Wissenschaften. Seine Geschichte der unendlichen Reihen ist bis in jüngste Zeit neu aufgelegt worden.
Er war seit 1873 Mitglied der Studentenverbindung Akademische Gesellschaft Stuttgardia Tübingen.
Reiff war seit 1881 mit Marie Pauline, geb. Trips, verheiratet. Das Paar hatte drei Söhne und eine Tochter.

## Schriften (Auswahl)
- Über die Principien der neueren Hydrodynamik. Mohr, Freiburg 1882
- Geschichte der unendlichen Reihen. München 1889, Reprints bei Sändig 1969, 1981, 1992
- Elasticität und Electrizität. Mohr, Freiburg 1893
- Theorie molekular-elektrischer Vorgänge. Mohr, Freiburg 1896.